# John James Heidegger
John James Heidegger, född Johann Jacob Heidegger 16 juni 1659 i Zürich, död 7 september 1749 i Richmond upon Thames var en schweiziskfödd impressario i London.
Heidegger var son till teologen Johann Heinrich Heidegger. Han reste till England 1708 och dök 1710 upp som biträdande direktör vid Queen's Theatre där han anordnade skandalartade maskeradbaler. Från 1713 till 1738 var han ekonomidirektör vid teatern och 1719 till 1728 direktör för Royal Academy of Musics operauppsättningar som Georg Friedrich Händel, Giovanni Battista Bononcini och Attilio Ariosti komponerade för.